# 回环
回环（英語：loopback）指将电子信号、数据流等原样送回发送者的行为。它主要用于对通信功能的测试。

## 电信
电信业界的回环使用硬件或者软件令被发送的信号或数据被回馈给发送方。它能够检查物理连接的问题。为了做回环测试，很多电信设备具备发送特定信号（例如全1）、数据流并检测在同一个端口上所收到的内容是否与之一致的功能，称作回环测试（loopback test）。在调制解调器和收发器上，可以物理地将端口的输出连回到其输入上。如果要测试两个设备之间的连接，可以让一端的设备发射测试信号，另一端的设备将所收到的内容原样发回。
硬件上实现回环的设备会将接收通道连接到发射通道上。X.21等发送和接收使用同一个接口的网络终端设备需要将特定针脚连接在一起。使用光纤或同轴电缆等发送和接收使用不同端口的设备只需要将发送和接受的端口使用线缆连接。
调制解调器可以通过特定设置而将接收到的信号发回本地终端或者远端的调制解调器，这被称作软件回环。

## 回环网卡
回环网卡（Loopback adaptor），是一种特殊的网络接口，不与任何实际设备连接，而是完全由软件实现。与回环地址（127.0.0.0/8 或 ::1/128）不同，回环网卡对系统「显示」为一块硬件。任何发送到该网卡上的数据都将立刻被同一网卡接收到。例子有 Linux 下的 lo 接口和 Windows 下的 Microsoft Loopback Interface 网卡。